# Olgaea
Olgaea es un género  de plantas con flores perteneciente a la familia de las asteráceas. Comprende 22 especies descritas y de estas, solo 17 aceptadas.

## Taxonomía
El género fue descrito por Modest Mikhailovic Iljin y publicado en Botanicheskie Materialy Gerbariya Glavnogo Botanicheskogo Sada RSFSR 3: 141. 1922

## Especies
- Olgaea altimurana (Rech.f.) Rech.f.
- Olgaea baldschuanica Iljin
- Olgaea chodshamuminensis B.A.Sharipova
- Olgaea eriocephala Iljin
- Olgaea lanipes (C.Winkl.) Iljin
- Olgaea leucophylla (Turcz.) Iljin
- Olgaea lomonosowii (Trautv.) Iljin
- Olgaea longifolia Iljin
- Olgaea nidulans (Rupr.) Iljin
- Olgaea nivea Iljin
- Olgaea pectinata Iljin
- Olgaea petri-primi B.A.Sharipova
- Olgaea roborowskyi Iljin
- Olgaea spinifera Iljin
- Olgaea tangutica Iljin
- Olgaea thomsonii Iljin
- Olgaea vvedenskyi Iljin